# Anabarilius yangzonensis
Anabarilius yangzonensis е вид лъчеперка от семейство Шаранови (Cyprinidae). Видът е критично застрашен от изчезване.

## Разпространение
Видът е разпространен само в езерото Иангзонг в Юнан, Китай.